# Vladimir Gundartsev
Vladimir Ilyich Gundartsev, né le 19 décembre 1944 à Satka et mort le 25 novembre 2014, est un biathlète soviétique.

## Biographie
En 1966, pour ses débuts internationaux, il est médaillé de bronze aux Championnats du monde sur l'individuel.
Aux Jeux olympiques d'hiver de 1968, il remporte la médaille d'or avec le relais et celle de bronze sur l'individuel.
Après sa carrière sportive, il devient entraîneur au club local du Dynamo Moscou puis prend en charge l'équipe nationale soviétique, puis russe.
Il meurt en novembre 2014 à Moscou, où il est enterré au Cimetière Troïekourovskoïe.

## Palmarès

### Jeux olympiques
- Jeux olympiques de 1968 à Grenoble (France) :
  -  Médaille d'or du relais 4 × 7,5 km.
  -  Médaille de bronze sur l'individuel.

### Championnats du monde
- Championnats du monde 1966 à Garmisch-Partenkirchen (Allemagne de l'Ouest) :
  -  Médaille de bronze sur l'indivivuel.
- Championnats du monde 1969 à Zakopane (Pologne) :
  -  Médaille d'or du relais 4 × 7,5 km.

## Distinction
- Maître émérite du sport de l'URSS